# Пейовци
Пèйовци е село в Северна България, община Габрово, област Габрово.

## География
Село Пейовци се намира на около 7 km западно от центъра на град Габрово и 19 km югоизточно от град Севлиево. Разположено е по северен склон в североизточните подножия на Черновръшкия рид, в непосредствено съседство със селата Гарван от изток и Николчовци от запад. Надморската височина в селото достига до около 400 m на юг и намалява до около 365 m на север.
До село Пейовци води общински път, който е южно отклонение при село Поповци от второкласния републикански път II-44 (Севлиево – Габрово), минаващо през селата Гергини и Гарван, а след Пейовци продължава до село Николчовци.

## История
През 1995 г. дотогавашното населено място колиби Пейовци придобива статута на село.

## Население
Населението на село Пейовци наброява 70 души при преброяването към 1934 г. и 88 – към 1946 г., намалява до 10 към 1985 г., а след известно нарастване през следващите години отново намалява и към 2019 г. наброява (по текущата демографска статистика за населението) 9 души.
Преброяване на населението през 2011 г.
Численост и дял на етническите групи според преброяването на населението през 2011 г.:
|                     | Численост | Дял (в %) |
| Общо                | 13        | 100,00    |
| Българи             | 13        | 100,00    |
| Турци               | 0         | 0,00      |
| Цигани              | 0         | 0,00      |
| Други               | 0         | 0,00      |
| Не се самоопределят | 0         | 0,00      |
| Неотговорили        | 0         | 0,00      |